# Энигматит
Энигмати́т — минерал. По форме кристаллов и цвету очень похож на арфведсонит, отличается спайностью и цветом черты. Название от греческого αίνιγμα (энигма) — загадка.
Встречается в Ловозерском массиве на Кольском полуострове, в массиве Илимаусак в Гренландии, в нефелиновых сиенитах Татарского массива в Енисейском кряже.